# Округ Волдо (Мејн)
Округ Волдо (енгл. Waldo County) је округ у америчкој савезној држави Мејн.

## Демографија
По попису из 2010. године број становника је 38.786, што је 2.506 (6,9%) становника више него 2000. године.
| Група             | 2000.          | 2010.          |
| Белци             | 35.382 (97,5%) | 37.453 (96,6%) |
| Афроамериканци    | 68 (0,2%)      | 137 (0,4%)     |
| Азијати           | 76 (0,2%)      | 153 (0,4%)     |
| Хиспаноамериканци | 215 (0,6%)     | 349 (0,9%)     |
| Укупно            | 36.280         | 38.786         |